# Aleksiej Daniłow
Aleksiej Iljicz Daniłow (ros. Алексе́й Ильи́ч Дани́лов; ur. 14 stycznia?/26 stycznia 1897 we wsi Mosino, zam. 23 czerwca 1981 w Moskwie) – radziecki wojskowy, generał porucznik.

## Życiorys
Urodził się we wsi Mosino, obwód włodzimierski. Ukończył szkołę wiejską, a następnie w 1915 roku zdał jako ekstern egzamin na nauczyciela.  
W maju 1916 roku został zmobilizowany do armii rosyjskiej, początkowo służył w 224 zapasowym pułku piechoty w Nowochopiorsku, skąd trafił do Aleksiejewskiej Szkoły Wojskowej, którą ukończył w czerwcu 1917 roku. Po jej ukończeniu jako młodszy oficer został skierowany do 219 pułku piechoty, walczącego na Froncie Północno-Zachodnim, a we wrześniu 1917 roku przeniesiono go do 218 pułku piechoty. W grudniu 1917 roku został zdemobilizowany.
Po powrocie do Włodzimierza pracował w okręgowym komitecie żywnościowym.
W styczniu 1919 roku został zmobilizowany do Armii Czerwonej, gdzie został mianowany dowódcą kompanii w samodzielnym batalionie ochrony żeglugi śródlądowej. W sierpniu 1919 roku został sekretarzem Homelskiej Czeki ds. transportu. W marcu 1920 roku został dowódcą kompanii w Moskiewskim pułku terytorialnym w Jamburgu, a potem dowódcą oddziału ekspedycyjnego sztabu 7 Armii. Dowodząc tymi oddziałami brał udział w wojnie domowej, walcząc na froncie zachodnim i w krajach bałtyckich.
W lutym 1921 roku został dowódcą kompanii w 498 pułku strzeleckim 5 Dywizji Strzeleckiej, a od lipca dowódcą kompanii 169 samodzielnego batalionu Czeki RFSRR do ochrony granicy w Pskowie. W styczniu 1922 roku został przeniesiony do 499 pułku piechoty 56 Dywizji Piechoty, a w sierpniu do 168 pułku piechoty tej dywizji w Leningradzkim Okręgu Wojskowym, będąc kolejno dowódcą plutonu, zastępcą dowódcy kompanii, a od lipca 1923 roku dowódcą kompanii. W czerwcu 1925 został komendantem szkoły pułkowej, a w listopadzie 1926 dowódcą batalionu.
W trakcie służby w 168 pułku piechoty, ukończył w 1924 roku roczny kurs doskonalenia kadry dowódczej Armii Czerwonej „Wystrieł” im. Kominternu. W 1928 roku został skierowany do Akademii Wojskowej im. Frunzego, którą ukończył w 1931 roku.
Po ukończeniu akademii od maja 1931 był szefem oddziału operacyjnego sztabu 29 Dywizji Strzeleckiej, następnie od kwietnia 1936 roku był szefem wydziału operacyjnego sztabu 5 Korpusu Strzeleckiego w Białoruskim Okręgu Wojskowym. W okresie od lipca 1937 do listopada 1938 roku był szefem sztabu 81 Dywizji Strzeleckiej.
Następnie został skierowany do Akademii Sztabu Generalnego, gdzie był słuchaczem wyższego kursu dowódców, który ukończył w 1939 roku.
Po ukończeniu kursu został szefem sztabu 49 Korpusu Strzeleckiego Kijowskiego Specjalnego Okręgu Wojskowego. Brał udział w agresji na Polskę we wrześniu 1939 roku na terenie Zachodniej Ukrainy. W czasie wojny radziecko-fińskiej był szefem oddziału operacyjnego sztabu Frontu Północno-Zachodniego. Po zakończeniu wojny powrócił na stanowisko szefa sztabu 49 Korpusu Strzeleckiego i latem 1940 roku uczestniczył w operacji zajęcia Besarabii i północnej Bukowiny. W lipcu 1940 roku został zastępcą dowódcy Kijowskiego Specjalnego Okręgu Wojskowego do spraw obrony przeciwlotniczej.
Po ataku na Związek Radziecki w czerwcu 1941 roku został szefem obrony przeciwlotniczej Frontu Południowo-Zachodniego. 27 września 1941 roku został szefem sztabu 21 Armii, gdy armia ta znalazła się w okrążeniu w tzw. kotle kijowskim organizował jej wyjście z okrążenia. Następnie pełniąc to stanowisko brał udział w obronie Charkowa i w 1942 roku w operacji charkowskiej. 5 czerwca 1942 roku został dowódcą 21 Armii, która weszła w skład Frontu Stalingradzkiego, a od września Frontu Dońskiego. Dowodząc tą armią wziął udział w bitwie pod Woroneżem i bitwie stalingradzkiej, w której broniła lewego brzegu Donu.
1 listopada 1942 roku został szefem sztabu 5 Armii Pancernej w składzie Frontu Południowo-Zachodniego. Pełniąc to stanowisko uczestniczył w kontrofensywie pod Stalingradem.
20 kwietnia 1943 roku został szefem sztabu 12 Armii powstałej na bazie 5 Armii Pancernej, a 19 maja 1943 roku został jej dowódcą. Początkowo armia znajdowała się w odwodzie Frontu Południowo-Zachodniego, a we wrześniu 1943 roku została skierowana na front. Początkowo zajmowała pozycje obronne w rejonie Barwinkowa, a w operacji donbaskiej, w czasie której wyzwoliły szereg miast Donbasu dotarła do Dniepru i po jego sforsowaniu wyzwoliła miasto Zaporoże. 12 Armią dowodził do jej rozformowania 30 października 1943 roku.
W dniu 18 listopada 1943 roku został dowódcą 17 Armii, która stacjonowała na terenie Mongolskiej Republiki Ludowej, ochraniając granicę z Chinami oraz Zabajkale. Po rozpoczęciu wojny z Japonią, wchodziła w skład Frontu Zabajkalskiego, wzięła udział w operacji kwantuńskiej docierając do zat. Liaotuńskiej, gdzie zakończyła działania bojowe.
Po zakończeniu wojny radziecko-japońskiej nadal dowodził 17 Armią, do czerwca 1946 roku wchodzącą w skład Zabajkalsko-Amurskiego Okręgu Wojskowego, a następnie od 12 czerwca 1946 do 30 lipca 1946 dowodził 1 Armią. Następnie od sierpnia 1946 do marca 1947 roku dowodził 2 Korpusem Strzeleckim w tym samym okręgu.
Następnie został skierowany na Wyższy Kurs Akademicki w Akademii Wojskowej im. Woroszyłowa, który ukończył w kwietniu 1948 roku. W maju 1948 roku został komendantem Wyższego Kursu Akademickiego w tej akademii. W grudniu 1951 roku został pomocnikiem dowódcy Zakaukaskiego Okręgu Wojskowego, a od lipca 1954 roku także szefem wydziału szkolenia bojowego tego okręgu. W grudniu 1955 roku został głównym doradcą wojskowym Koreańskiej Armii Ludowej i pełnił tę funkcję do czerwca 1957 roku. Po powrocie do kraju od lipca 1957 roku pełnił służbę w 10 Zarządzie Głównego Sztabu Generalnego ds. Wschodu – początkowo jako pomocnik szefa Zarządu, następnie szef oddziału wschodniego i od maja 1963 – Generalny Inspektor Krajów Wschodnich X Zarządu Głównego.
W 1968 roku został przeniesiony do rezerwy.

## Awanse
- kombrig (01.06.1940)
- generał major (04.06.1940, rozkaz nr 945)
- generał porucznik (27.10.1943, rozkaz nr 1176)

## Odznaczenia
- Order Lenina (dwukrotnie, 01.04.1943[1], 21.02.1945[2])
- Order Rewolucji Październikowej[3]
- Order Czerwonego Sztandaru (pięciokrotnie,  21.03.1940, 27.12.1941[4], 03.11.1944, 20.06.1949, 22.02.1968)
- Order Suworowa kl. I (dwukrotnie, 13.03.1944[5], 08.09.1945[6])
- Order Bohdana Chmielnickiego kl. I (dwukrotnie, 26.10.1943, ?[3])
- Order Wojskowy Czerwonego Sztandaru (Mongolska Republika Ludowa)[3]
- Order Flagi Narodowej kl. I (KRL-D)[3]
- Medal „Za obronę Stalingradu”[2]
- Medal „Za zwycięstwo nad Niemcami w Wielkiej Wojnie Ojczyźnianej 1941–1945”[2]
- Medal „Za zwycięstwo nad Japonią”[2]